# キングス・オブ・コンビニエンス
キングス・オブ・コンビニエンス（Kings of Convenience）は、1999年に結成された、ノルウェー・ベルゲン出身のアコースティック・ポップデュオ。

## メンバー
- アイリック・ボー（Eirik Glambek Bøe、1975年10月25日 - ）：Vocal,Guitar。リード・ヴォーカルをとる楽曲が多い。セラピストでもある。「Kommode」というバンドでも活動をしている。
- アーランド・オイエ（Erlend Øye、1975年11月21日 - ）：Guitar,Vocal。191cmを超える長身[1]。バンド「ザ・ホワイテスト・ボーイ・アライブ」や自身のソロ、また他アーティスト曲のヴォーカルとして多数参加などソロ活動も活発。

## ディスコグラフィー

### アルバム
- Kings of Convenience（CD）- Kindercore - （2000年）
- Quiet Is the New Loud （CD & LP） - Source,Astralwerks,Virgin - （2001年）
- Versus （CD & LP） - Source,Astralwerks - （2001年）- 『Quiet Is the New Loud』のリミックス・アルバム。
- Riot on an Empty Street （CD & LP） - Source,Astralwerks - （2004年）
- Declaration of Dependence （CD & LP） - Virgin,EMI - （2009年）
- Peace or Love（CD & LP）- Virgin,EMI - （2021年）

### ミニアルバム
- Playing Live in a Room（CD & EP） - Source - （2000年）
- Magic in the Air（CD） - Source - （2001年）

### シングル
- Brave New World（EP）- Éllet - （1999年）
- Failure（CD & EP） - Source -（1999年）
- Toxic Girl（CD & EP）- Source - （1999年）
- Failure （re-release）（CD） - Source -（2001年）
- Toxic Girl（re-release）（CD）- Source - （2001年）
- Winning a Battle, Losing the War（EP & 12インチ）- Source - （2001年）
- I Don't Know What I Can Save You From（12インチ）- Source - （2001年）
- The Weight of My Words（12インチ） - Source - （2001年）
- Misread（CD & EP） - Source,Virgin -（2004年）
- I'd Rather Dance with You（CD & EP） - Source -（2004年）
- Know-How（EP） - Source -（2005年）
- Mrs.Cold（DL）- （2009年）
- Boat Behind （DL）- （2009年）
- Rocky Trail  - （2021年）
- Fever  - （2021年）

### コラボレーション
- Cornelius
  - "Drop （The Tusen Takk Rework）" （2002年）Corneliusのシングル「Drop」（マタドール盤）に収録。
  - "Omstart" （2006年）Corneliusのアルバム『SENSUOUS』収録。Kings of Convenienceの2人が日本語とノルウェー語で歌っている。
- Feist
  - アルバム「Riot on an Empty Street」（2004年）の"Know-How" と "The Build Up"にFeist がヴォーカルとして参加している。また7インチレコード盤の「Know-How」（2005年） 収録の"Cayman Islands"にもヴォーカルとして参加している。

### 来日公演
- 2006年3月10日（金）大阪・心斎橋CLUB QUATTRO
- 2006年3月12日（日）東京・渋谷CLUB QUATTRO
- 2010年4月6日（火）大阪・心斎橋CLUB QUATTRO
- 2010年4月7日（水）東京・Shibuya O-EAST